# 스토킹 그리고 섹스
《스토킹 그리고 섹스》(ラブキルキル, Love Kill Kill, 러브 킬 킬)는 일본에서 제작된 니시무라 신야 감독의 2004년 드라마 영화이다. 츠다 칸지 등이 주연으로 출연하였고 호리코시 켄조 등이 제작에 참여하였다.

## 출연

### 주연
- 츠다 칸지
- 루비 히로키
- 마치다 시온

### 조연
- 마츠다 쇼이치

## 기타
- 음향: 코미야 하지메
- 미술: 야마다 요시오
- 의상: 호조 쿠니코